# Президентские выборы в Эквадоре (1920)
Президентские выборы в Эквадоре проходили 11 января 1920 года. В результате победу одержал Хосе Луис Тамайо, получивший 99 % голосов.

## Предвыборная обстановка
Эти выборы проводились во времена плутократии, когда банковская, агроэкспортная и торговая буржуазия побережья страны взяла под свой контроль Эквадор. Как и на предыдущих выборах, Banco Agrícola y Comercial повлиял на избирательную кампанию, но неприятие населения начало расти, поэтому для достижения официальной победы, получившей признание народа, потребовалось усиление выборных манипуляций на выборах и СМИ.

## Избирательная кампания
Кандидатами были Хосе Луис Тамайо, Гонсало Кордова и Энрике Бакерисо Морено. Тамайо победил с подавляющим большинством, хотя и с признаками фальсификации результатов выборов.

## Результаты
| Кандидат                         | Голоса  | %    |
| -------------------------------- | ------- | ---- |
| Хосе Луис Тамайо                 | 126 945 | 99,1 |
| Гонсало Сегундо Кордова-и-Ривера | 722     | 0,5  |
| Энрике Бакерисо                  | 124     | 0,1  |
| Прочие                           | 314     | 0,2  |
| Всего                            | 128 105 | 100  |
| Источник: Nohlen                 |         |      |